# マレスコ
マレスコ（伊: Malesco）は、イタリア共和国ピエモンテ州ヴェルバーノ・クジオ・オッソラ県にある、人口約1,400人の基礎自治体（コムーネ）。

## 地理

### 位置・広がり
| 隣接するコムーネは以下の通り。 - コッソーニョ - クラヴェッジャ - レ - サンタ・マリーア・マッジョーレ - トロンターノ - ヴィッレッテ - ヴァッレ・カンノビーナ (クルソロ＝オラッソ) |